# François Berland
Pour les articles homonymes, voir Berland.
Ne doit pas être confondu avec François Berléand.
François Berland, né le 10 avril 1958 à Dijon, en France, est un acteur français. Spécialisé dans le doublage, il est également la voix off de nombreuses émissions, documentaires, publicités et jeux télévisés. Il est la voix off officielle de la radio Ado FM (depuis juillet 2023), après avoir été celle de RFM (de septembre 2011 à 2023) et Nostalgie de 1998 à 2010. Il est toujours la voix-off de Nostalgie Belgique.
Il fut également le narrateur de beaucoup de films d'animation, et notamment à maintes reprises sur les films et séries animées de Winnie l'Ourson.
Il est l'un des fondateurs de l'association de doublage Les Voix.

## Filmographie

### Cinéma

#### Courts métrages
- 2019 : Le Graffiti d'Aurélien Laplace : le docteur Robin[1]
- 2022 : L'Homme de l'oeuvre d'Ambroise Carminati[2]

#### Longs métrages
- 1985 : La Galette du roi de Jean-Michel Ribes
- 1986 : On a volé Charlie Spencer de Francis Huster
- 1988 : Deux de Claude Zidi
- 1989 : Romuald et Juliette de Coline Serreau
- 1989 : Il gèle en enfer de Jean-Pierre Mocky
- 1992 : Queue de poisson de Daniel Mulson
- 1993 : Le Tronc de Karl Zéro
- 1993 : 3-5-8 de Thierry Aoudja
- 1993 : Frappée de Daniel Cattan
- 1994 : Manivelle de Daniel Cattan : Jean Blondel
- 1995 : J'aime beaucoup ce que vous faites de Xavier Giannoli
- 1996 : C4 de Claus Drexel : le narrateur
- 1997 : Trompe-l'œil de Daniel Cattan : Auguste
- 1999 : Le gang des TV de Artus de Penguern
- 1999 : Drame ordinaire de Sylvain Bergère
- 1999 : Le petit jeu de mort de Christophe Devauchelle
- 2000 : Stardom de Denys Arcand
- 2001 : Grégoire Moulin contre l'humanité de Artus de Penguern
- 2001 : Le Vélo de Ghislain Lambert de Philippe Harel
- 2001 : Bob le braqueur de Nicolas Goetschel : voix-off
- 2002 : Demain est un autre jour de Laurent Tirard
- 2003 : Rire et Châtiment d'Isabelle Doval
- 2003 : Supernova (Expérience #1) de Pierre Vinour
- 2003 : Toutes les filles sont folles de Pascale Pouzadoux
- 2003 : Chouchou de Merzak Allouache
- 2004 : Double Zéro de Gérard Pirès
- 2005 : Je préfère qu'on reste amis... d'Éric Toledano et Olivier Nakache : le médecin
- 2007 : Sans arme, ni haine, ni violence de Jean-Paul Rouve
- 2008 : Coco de Gad Elmaleh
- 2008 : De l'autre côté du lit de Pascale Pouzadoux
- 2008 : Paul Rondin est...Paul Rondin de Frédérik Vin
- 2011 : L'Exercice de l'État de Pierre Schöller
- 2013 : Crawl de Hervé Lasgouttes : le juge
- 2015 : La Dernière Leçon de Pascale Pouzadoux : Dr Gagnon
- 2016 : Arès de Jean-Patrick Benes : la voix de RFM, Euro One et des publicités publiques
- 2025 : Aimons-nous vivants de Jean-Pierre Améris : Laurent

### Télévision
- 1986 : Messieurs les jurés (L'Affaire Kerzaz de Michèle Lucker) : Guy Harnes
- 1988 : Constance et Vicky de Jean-Pierre Prévost
- 1989 : Théodore de Alexandre Tarta
- 1989 : Condorcet de Michel Soutter
- 1990 : Quatre pour un loyer de Georges Barrier
- 1991 : Notre-dame des anges de Pascal Goethals
- 1994 : Les Cinq Dernières Minutes de Pascal Goethals
- 1995 : Les Pisteurs de Luc Béraud
- 1996 : Les Cordier, juge et flic de Gilles Béhat
- 1996 : Les pisteurs : dernier péage de Philippe Monnier
- 1996 : Paris district : Sanglantes confidences de Gérard Marx
- 1996 : La Voisine de Luc Béraud
- 1997 : Un homme digne de confiance de Philippe Monnier
- 1997 : Un mois de réflexion de Serge Moati
- 1997-1998 : Les Carnets de Monsieur Manatane
- 1998 : Les complices de Serge Moati
- 1998 : Commissaire Moulin (1 épisode)
- 1998 : L'assassin pleurait de Serge Friedman
- 1998 : Maison de famille de Serge Moati
- 1999 : Joséphine : une nouvelle de Philippe Monnier
- 1999 : Le Bahut : surmenage d'Arnaud Sélignac
- 1999 : Chère Marianne de Pierre Joassin
- 2000 : Jeanne, Marie et les autres de Jacques Renard
- 2002 : Brigade des mineurs (1 épisode) de Miguel Courtois
- 2004 : Clara et Associés (1 épisode) de Gérard Marx
- 2004 : Prune Becker (1 épisode) d'Alexandre Pidoux
- 2005 : Capitaines des ténèbres de Serge Moati
- 2005 : Famille d'accueil (1 épisode) de Bruno Bontzolakis
- 2006 : L'État de Grace (1 épisode) de Pascal Chaumeil
- 2007 : La vie sera belle d'Edwin Baily
- 2007 : Chez Maupassant (1 épisode) de Laurent Heynemann
- 2008 : Paris, enquêtes criminelles (1 épisode) de Gérard Marx
- 2008 : La Reine et le Cardinal de Marc Rivière
- 2009 : Louis XV, le Soleil noir de Thierry Binisti
- 2010 : Entre deux eaux de Michaëla Watteaux
- 2010 : Le Grand Ménage de Régis Musset : Jacques
- 2010 : Joséphine, ange gardien (1 épisode)
- 2011 : Marthe Richard de Thierry Binisti
- 2012 : Assassinée de Thierry Binisti : Maître Dubuisson
- 2013 : Section de recherches : Le procès : Frédéric Reynal (saison 7, épisode 5)
- 2013 : Détectives : Les évaporés : Cesar (saison 1, épisode 7)
- 2014 : Les Hommes de l'ombre : Pascal Diot (saison 2, épisodes 1 à 4)
- 2019 : Double je, épisode 1/01 (réal. Laurent Dussaux) : Jean Duval, le père de la victime
- 2019 : En famille : Tony (épisode en prime-time Vacances en Bretagne)
- 2019 : La Loi de Damien : le professeur Pascal Bernel (épisode L'égal des Dieux)

### Fictions audio
- 2017 : L'Épopée temporelle : narrateur

## Théâtre

### Comédien
- 1985 : Le Cid de Corneille, mise en scène Francis Huster, Théâtre Renaud-Barrault
- 2016 : A droite A gauche de Laurent Ruquier, mise en scène Steve Suissa, Théâtre des Variétés
- 2019 : Roméo et Juliette de Mcfly et Carlito, mise en scène Yacine Belhousse

### Metteur en scène
- 1997 : 240 secondes en enfer de Christian Charmetant, Théâtre de la Gaîté-Montparnasse

## Voix off radio, télévision et internet
- Ado FM (depuis juillet 2023 Avec Christopher Minkoulou)
- RFM de 2011 à 2023
- Nostalgie de 1998 à 2010 puis en Belgique depuis 1998
- Le Maillon faible, jeu télévisé (voix-off), de 2001 à 2007, et en depuis 2024 pour l'émission spéciale sur M6, présentée par "Vincent Dedienne"
- Les Guignols de l'info
- Campagne de publicité pour Lagardère Active (4 spots publicitaires parodiques)
- Publicités et bandes-annonces de dessins animés Disney (cassette vidéo, DVD et Blu-Ray)
- Publicités pour les jeux Tomb Raider, de 1996 à 1998
- Piwi+ depuis septembre 2016
- Publicité de Toto Through the Looking Glass
- La Bande annonce de François de L'Hebdo cinéma sur Canal+
- Publicité pour PMU (2018)
- Publicité pour Bjorg (2018)
- Publicités pour Burger King (depuis 2018)
- publicité pour Carrefour a la radio (2021)
- L'Épopée temporelle, saisons 1 et 2, saga MP3 de Cyprien
- Roméo et Juliette, pièce de théâtre avec Cyprien et Squeezie, sur une idée originale de Mcfly et Carlito
- 301 vues (voix-off), émission de Cyprien, depuis 2019
- FailyV (GTA 5 RP) (Jeu vidéo / serveur communautaire), vidéo anniversaire (2021) / vidéo de clôture (2023)

## Doublage

### Cinéma

#### Films
- Patrick Stewart dans :
  - Ted (2012) : le narrateur (voix)
  - Ted 2 (2015) : le narrateur (voix)

- John Larroquette dans :
  - Massacre à la tronçonneuse (2003) : le narrateur (voix)
  - Massacre à la tronçonneuse : Le Commencement (2006) : le narrateur (voix)

- 1978[3] : La Grande Menace : Edward Parrish (Jeremy Brett)
- 1997 : Starship Troopers : l'annonceur de Fed-Net (John Cunningham) (voix)
- 2001 : Princesse malgré elle : le père de Mia (René Auberjonois) (voix)
- 2002 : Opération Walker : Franck Gold (Dan Lett)
- 2008 : Jeux de dupes : Jimmy « Dodge » Donnelly (George Clooney)
- 2009 : (500) jours ensemble[n 1] : le narrateur (Richard McGonagle) (voix)
- 2010 : True Grit : ? ( ? )
- 2012 : The Dictator : le présentateur des informations (Rick Chambers) (voix)
- 2016 : The Nice Guys : l'animateur radio (Frank Mottek) (voix)
- 2018 : Jean-Christophe et Winnie : le narrateur (voix, version française uniquement)
- 2023 : Murder Mystery 2 : le narrateur (Ray Chase) (voix)

#### Films d'animation
- 1948[n 2] : Mélodie Cocktail : le narrateur[n 3]
- 1997 : Winnie l'ourson 2 : le narrateur[n 4]
- 1999 : Fantasia 2000 : le narrateur[n 5]
- 1999 : Winnie l'ourson : 123 : le narrateur[n 6]
- 1999 : Winnie l'ourson : Joyeux Noël : le narrateur
- 2000 : Les Aventures de Tigrou : le narrateur[n 7]
- 2002 : Peter Pan 2 : Retour au Pays imaginaire : le narrateur[n 8]
- 2004 : Les Aventures de Petit Gourou : le narrateur[n 6]
- 2007 : Bee Movie : Drôle d'abeille : le narrateur[n 9]
- 2011 : La Ballade de Nessie : le narrateur (court métrage)
- 2011 : Winnie l'ourson : le narrateur[n 10]
- 2011 : Titeuf, le film : la voix de la lettre d'amour de Titeuf
- 2016 : Angry Birds, le film : l'aigle vaillant[n 11]
- 2018 : Mutafukaz : le père d'Angelino
- 2019 : Angry Birds : Copains comme cochons : l'aigle vaillant[n 11]
- 2020 : Bigfoot Family : Moose
- 2020 : Soul : voix additionnelles

### Télévision

#### Séries télévisées
- 2001 : Malcolm : l'officier Stockton (Sam McMurray) (saison 2, épisode 16) et Helmut (Torsten Voges) (saison 2, épisode 17)
- 2011-2018 : Once Upon a Time : le narrateur de l'introduction des épisodes (voix)
- 2021 : Halston : la voix-off des publicités ( ? ) (voix, mini-série)
- 2022 : Sandman : Martin Tenbones (Lenny Henry) (voix)
- 2023 : One Piece : le narrateur (Ian McShane) (voix)

#### Séries d'animation
- 1988-1991 : Les Nouvelles Aventures de Winnie l'ourson : le narrateur
- 2006 : Ozie Boo : le narrateur
- 2021 : L'Épopée temporelle : le narrateur
- 2022 : Little Demon : le chasseur de démons
- depuis 2022 : Transformers: EarthSpark : Optimus Prime
- 2023 : Le Pavillon des hommes : le narrateur

### Jeux vidéo
- 2000 : Winnie l'ourson - Premiers pas : le narrateur
- 2008 : Madagascar 2 : Makunga et Moto Moto

### Bandes-annonces
- Space Mountain (1995)
- Herc's Adventures (1998)
- Il était une fois (2007)
- Kung-Fu Panda (2008)
- Tu peux garder un secret ? (2008)
- Mamma Mia ! (2008)
- Là-haut (2009)
- L'Arnacœur (2010)
- De l'eau pour les éléphants (2011)
- Overwatch (Jeu vidéo) (2016)
- Les As de la jungle 2 : Opération tour du monde  (2023)

## Livres audio
François Berland est narrateur des livres audio suivants :
- Lawrence Block : Les Péchés des pères ;
- Albert Camus : La Chute ;
- Pierre Choderlos de Laclos : Les Liaisons dangereuses ;
- Michael Connelly :
  - L'Oiseau des ténèbres,
  - Los Angeles River ;
- Arthur Conan Doyle :
  - L'Homme à la lèvre tordue,
  - La Ligue des rouquins,
  - Le Mystère du Val Boscombe,
  - Le Pouce de l'ingénieur,
  - Les Propriétaires de Reigate,
  - Le Rituel des Musgrave,
  - Le Ruban moucheté,
  - Un scandale en Bohème ;
- Romain Gary : Gros-Câlin (avec José Garcia, Xavier Florent et autres) ;
- Maurice Druon, série « Les Rois maudits »[n 12] :
  - Tome 1 : Le Roi de fer,
  - Tome 2 : La Reine étranglée,
  - Tome 3 : Les Poisons de la couronne,
  - Tome 4 : La Loi des mâles,
  - Tome 5 : La Louve de France,
  - Tome 6 : Le Lis et le Lion ;
- Jean-Paul Dubois : Je pense à autre chose ;
- Umberto Eco :
  - Le Nom de la rose,
  - Le Pendule de Foucault ;
- P. D. James :
  - À visage couvert,
  - Meurtre dans un fauteuil,
  - Meurtres en blouse blanche ;
- Tahar Ben Jelloun : Le Dernier Ami (avec Marc-Henri Boisse et Alain Lawrence) ;
- Thierry Jonquet : Le Bal des débris ;
- Herbert Lieberman : Nécropolis ;
- Guy de Maupassant : Le Horla ;
- Claude Michelet : Le Grand Sillon ;
- Jean-Bernard Pouy : La petite écuyère a cafté ;
- Leopold von Sacher-Masoch : La Vénus à la fourrure ;
- Patrick Süskind : Le Parfum ;
- Fred Vargas :
  - Pars vite et reviens tard,
  - Sous les vents de Neptune.